# Hans Bellée
Ferdinand Heinrich Hans Bellée (né le 6 février 1889 à Görlitz et mort le 7 janvier 1960 à Berlin) est un archiviste et historien allemand.

## Biographie
Bellée termine sa scolarité au lycée Frédéric-Guillaume de Posen en 1908 avec l'Abitur. Il étudie ensuite à Munich et à Berlin, où il obtient son doctorat en 1913. Après un stage dans les archives aux Archives d'État de Posen, il réussit son examen d'archiviste aux Archives d'État de Prusse (de) à Berlin en 1914. De 1916 à 1918, il travaille à l'administration des archives impériales à Varsovie. Il travaille ensuite aux Archives d'État de Münster (1919), de Breslau (1920), de Stettin (1926) et enfin, depuis 1932, aux Archives d'État secrètes prussiennes de Berlin, dont il devient le directeur des archives en 1951. Il prend sa retraite en 1954.
Hans Bellée est marié à Magdalena née Vogt et avait une fille avec elle.

## Publications (sélection)
- Polen und die römische Kurie in den Jahren 1414–1424. 1913 (Dissertation)
- Deutsches Grenzland Oberschlesien. 1927
- Oberschlesische Bibliographie. 2 Bände, Leipzig 1938, Nachdruck Wiesbaden 1978
- Oberschlesische Bibliographie 1918–1939. Hirzel, Leipzig 1940